# Населення Антарктиди

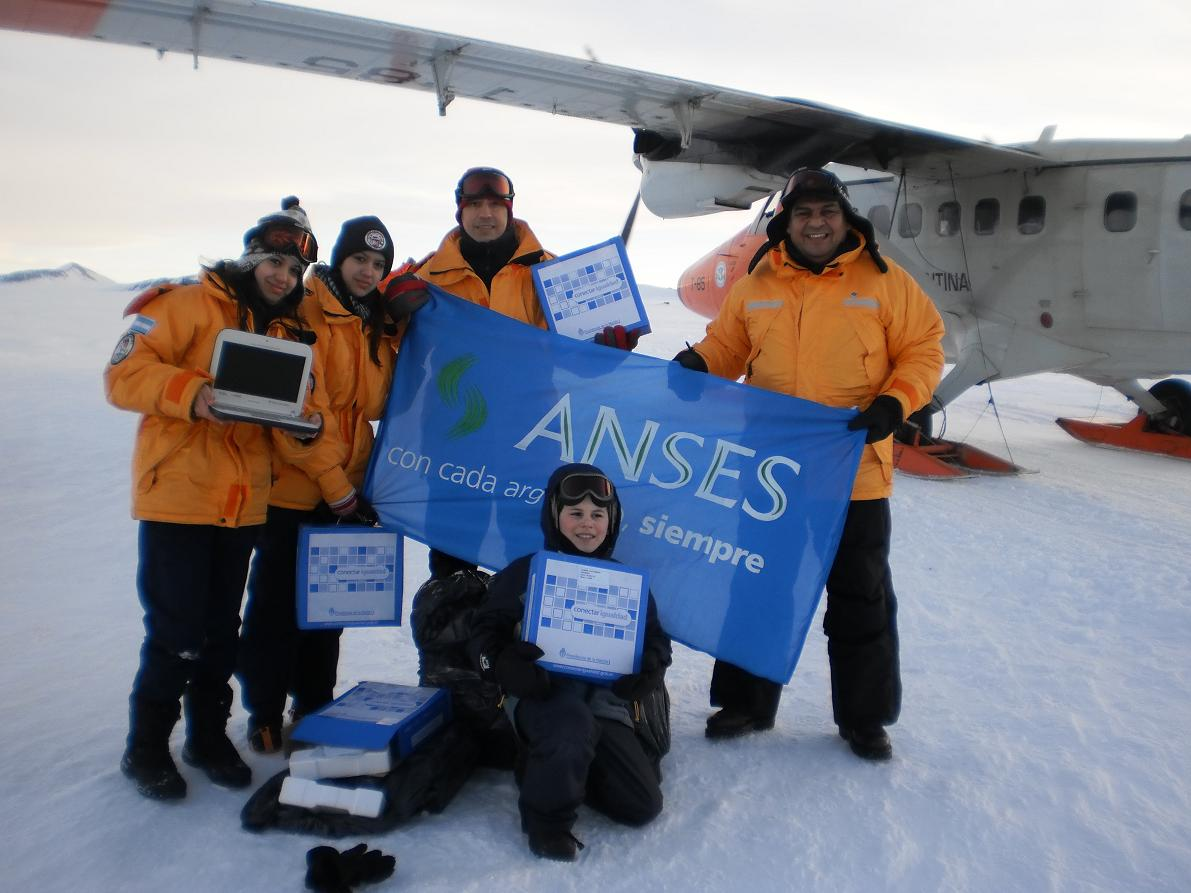
Діти, підлітки та вчителі школи бази Есперанси.

В Антарктиді немає постійних жителів, натомість є дослідницькі станції та польові табори, які працюють у сезонному чи цілорічному періодах. Найбільша станція Макмурдо, яка влітку заселена до 1000, а взимку близько 200 осіб. Приблизно 29 країн, які підписали Договір про Антарктику, направляють персонал для проведення сезонних (літніх) або цілорічних досліджень на континенті та в океанах, що його омивають.
Чисельність людей, які займаються та підтримують наукові дослідження на континенті та прилеглих до нього островах на південь від 60 градусів південної широти (регіон, який охоплює Договір про Антарктику) коливається від 4000 влітку та до 1000 взимку; крім того, у водах регіону за договорами можуть бути присутні близько 1000 осіб персоналу, включаючи судновий екіпаж та вчених, які проводять дослідження на борту.

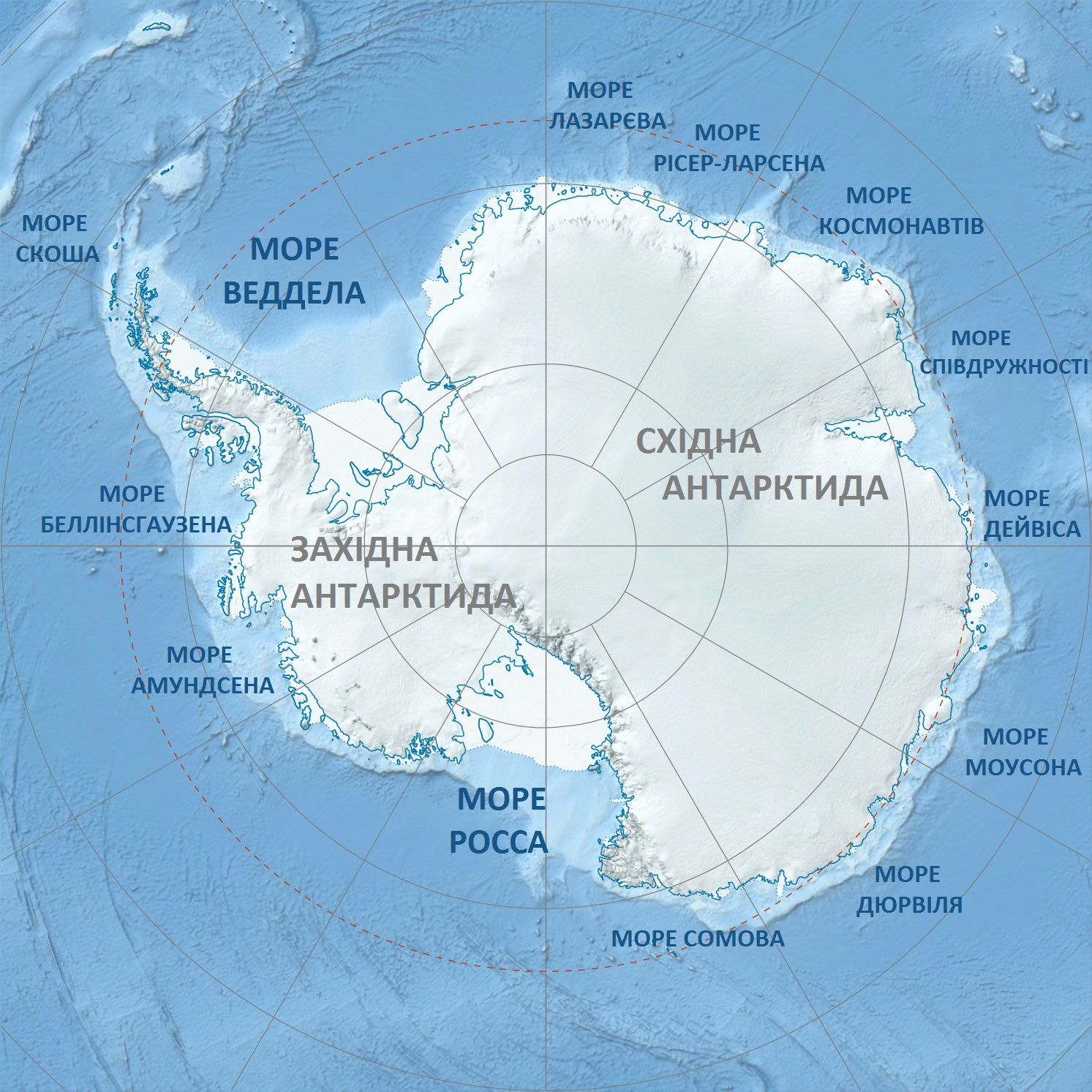
Карта розташування рельєфу Антарктиди

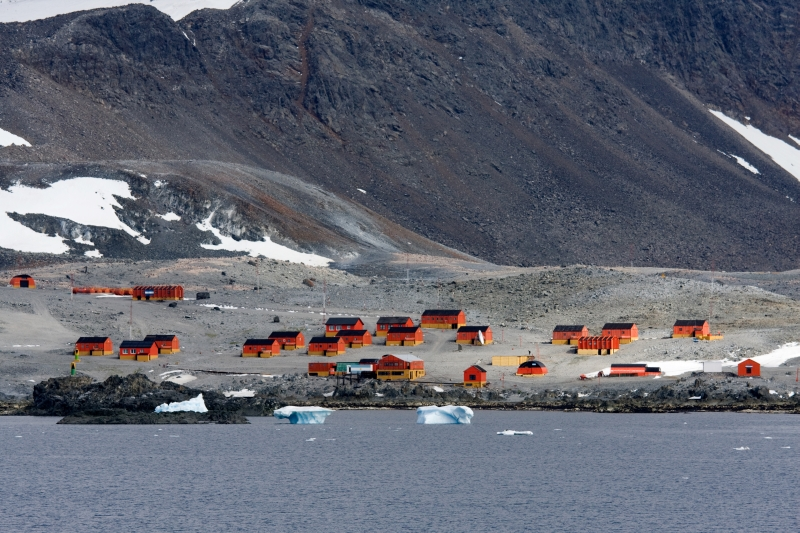
Станція «Есперанса» у лютому 2008 року

Щонайменше 11 дітей народилися в Антарктиді. Першим був Еміліо Маркос Пальма, який народився 7 січня 1978 року, біля верхівки Антарктичного півострова. Першою жінкою, яка народилася на Антарктичному континенті, була Маріса Де Лас Нівс Дельгадо (27 травня 1978 року), її народження відбулося у Картіні Фортін Саргенто, база Есперанса (аргентинська армія) Батьками Маріси були: Нестор Артуро Дельгадо та Хуані Пабла Бенітес, аргентинці з провінції Сальта, яка знаходиться на північному заході Аргентини. Щонайменше на базі Есперанса народилося 8 немовлят між 1978 та 1983 роками. У 1984 році Хуан Пабло Камачо народився на базі Presidente Eduardo Frei Montalva. Він став першим чилійцем, що народився в Антарктиді. Незабаром на цій же станції народилася дівчинка Гізелла.

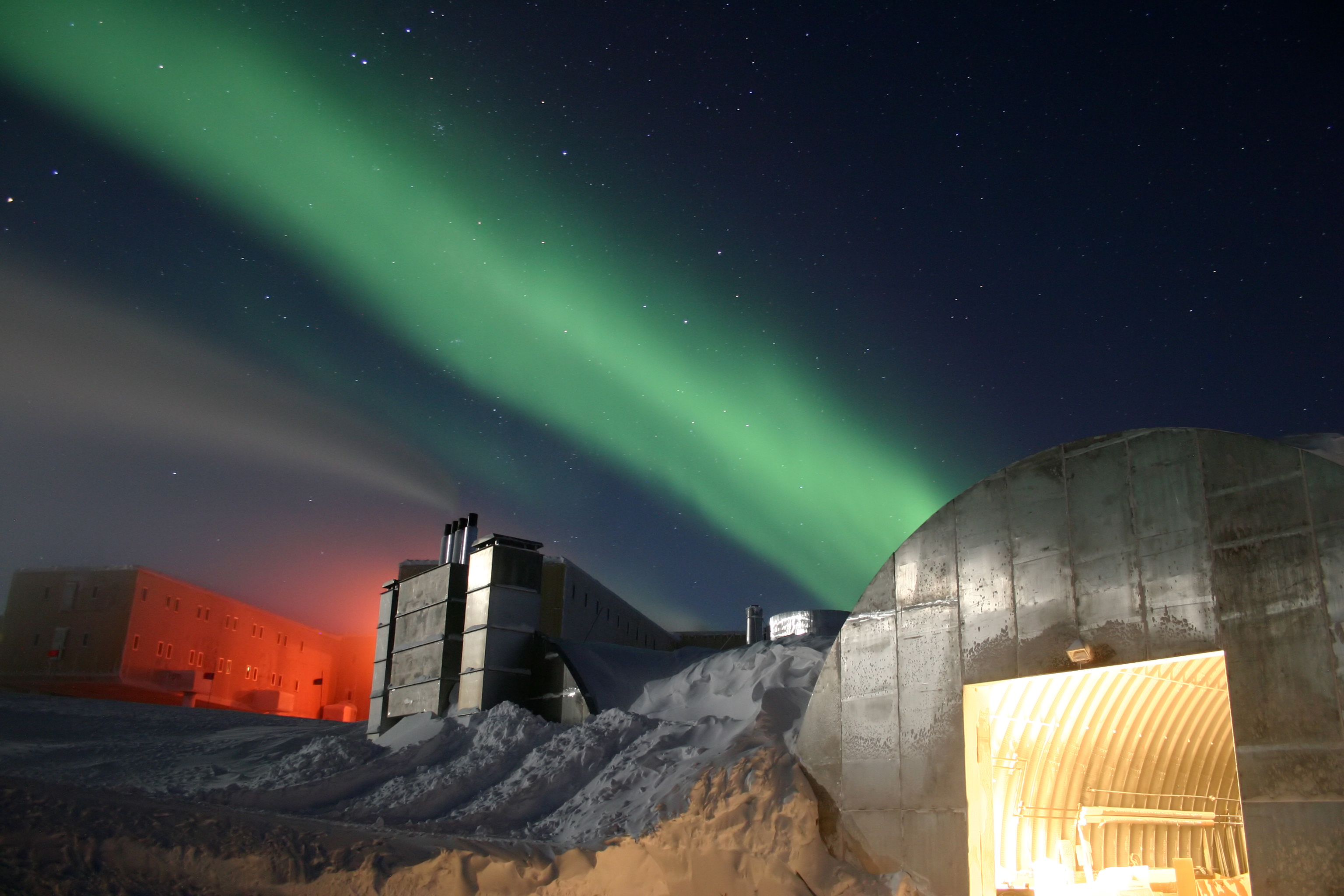
Амундсен-Скоттський променевий промінь

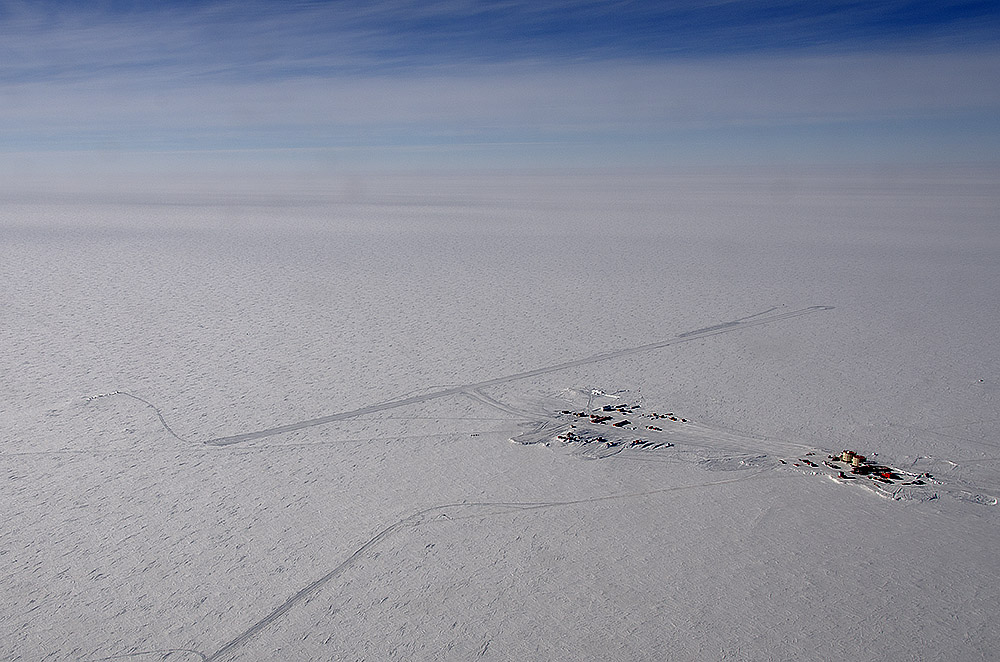
Станція Конкордія

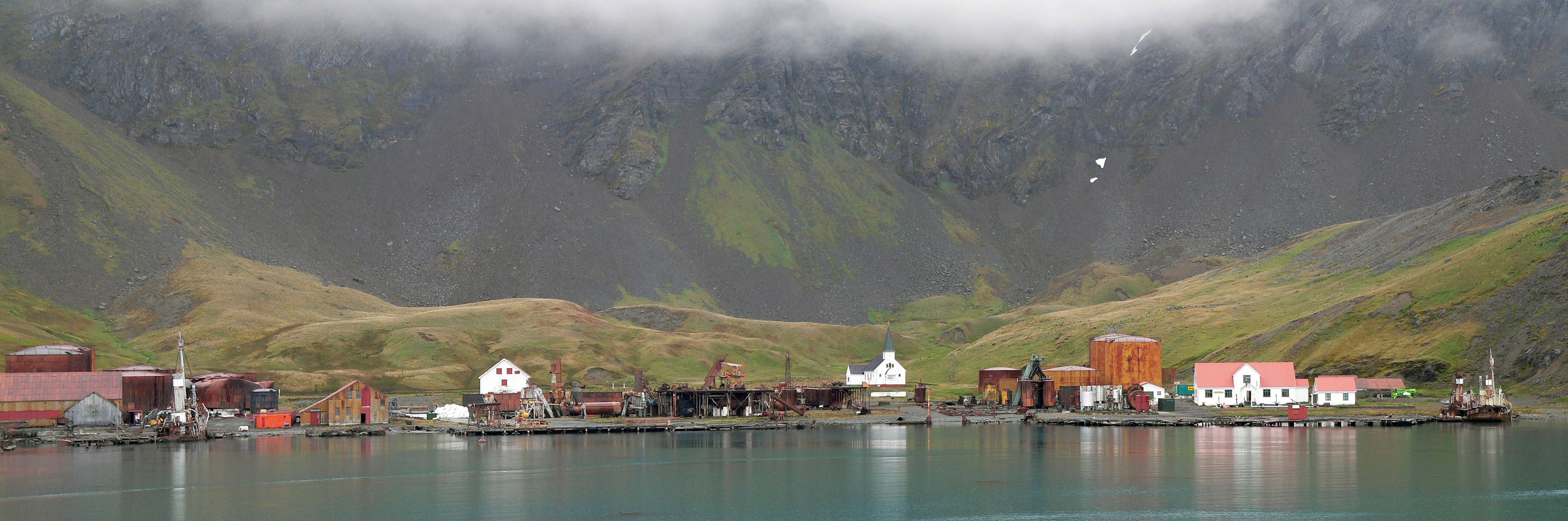
Панорама Гритвікену

| Нація                 | Створено станцій Влітку (Липень) (1998–99) | Створено станцій зимою (Січень) (1998–99) | За рік створено станцій 42 (1998–99) | За сезон створено станцій 32 (1998–99) |
| --------------------- | ------------------------------------------ | ----------------------------------------- | ------------------------------------ | -------------------------------------- |
| Аргентина             | 302                                        | 165                                       | 6                                    | 7                                      |
| Австралія             | 201                                        | 75                                        | 4                                    | 4                                      |
| Бельгія               | 13                                         |                                           |                                      |                                        |
| Бразилія              | 80                                         | 12                                        | 1                                    |                                        |
| Болгарія              | 16                                         |                                           |                                      | 1                                      |
| Чилі                  | 352                                        | 129                                       | 4                                    | 7                                      |
| Китай                 | 70                                         | 33                                        | 2                                    |                                        |
| Фінляндія             | 11                                         |                                           | 1                                    |                                        |
| Франція               | 100                                        | 33                                        | 1                                    |                                        |
| Німеччина             | 51                                         | 9                                         | 1                                    | 1                                      |
| Індія                 | 60                                         | 25                                        | 1                                    | 1                                      |
| Італія                | 106                                        |                                           | 1                                    |                                        |
| Японія                | 136                                        | 40                                        | 1                                    | 3                                      |
| Південна Корея        | 14                                         | 14                                        | 1                                    |                                        |
| Нідерланди            | 10                                         |                                           |                                      |                                        |
| Нова Зеландія         | 60                                         | 10                                        | 1                                    | 1                                      |
| Норвегія              | 30                                         | 6                                         | 1                                    | 1                                      |
| Перу                  | 28                                         |                                           |                                      | 1                                      |
| Польща                | 70                                         | 20                                        | 1                                    |                                        |
| Румунія               | 20                                         | 11                                        |                                      |                                        |
| Росія                 | 254                                        | 102                                       | 6                                    | 3                                      |
| Південна Африка       | 80                                         | 10                                        | 1                                    | -                                      |
| Іспанія               | 43                                         |                                           | 1                                    |                                        |
| Швеція                | 20                                         |                                           |                                      | 2                                      |
| Україна               |                                            |                                           | 1                                    |                                        |
| Об'єднане Королівство | 192                                        | 39                                        | 2                                    | 5                                      |
| Сполучені Штати       | 1378                                       | 248                                       | 3                                    |                                        |
| Уругвай               |                                            |                                           | 1                                    |                                        |